# إد برادي (لاعب كرة قدم أمريكية)
إد برادي (بالإنجليزية: Ed Brady) هو لاعب كرة قدم أمريكية أمريكي، ولد في 17 يونيو 1962 في موريس في الولايات المتحدة.

## وصلات خارجية
- إد برادي على موقع مرجع كرة القدم المحترفة.كوم (الإنجليزية)